# Kirche Sanzkow

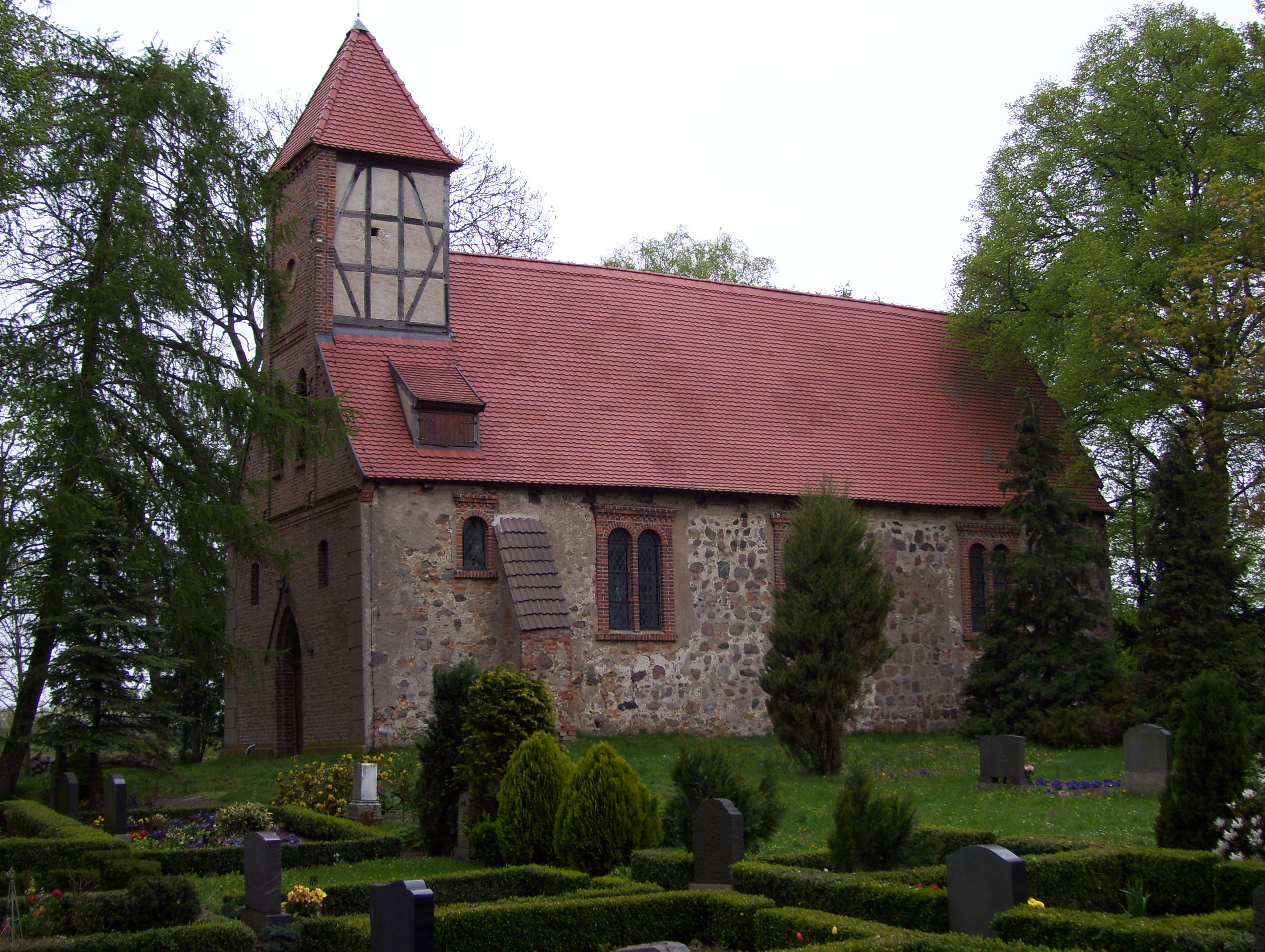
Kirche Sanzkow

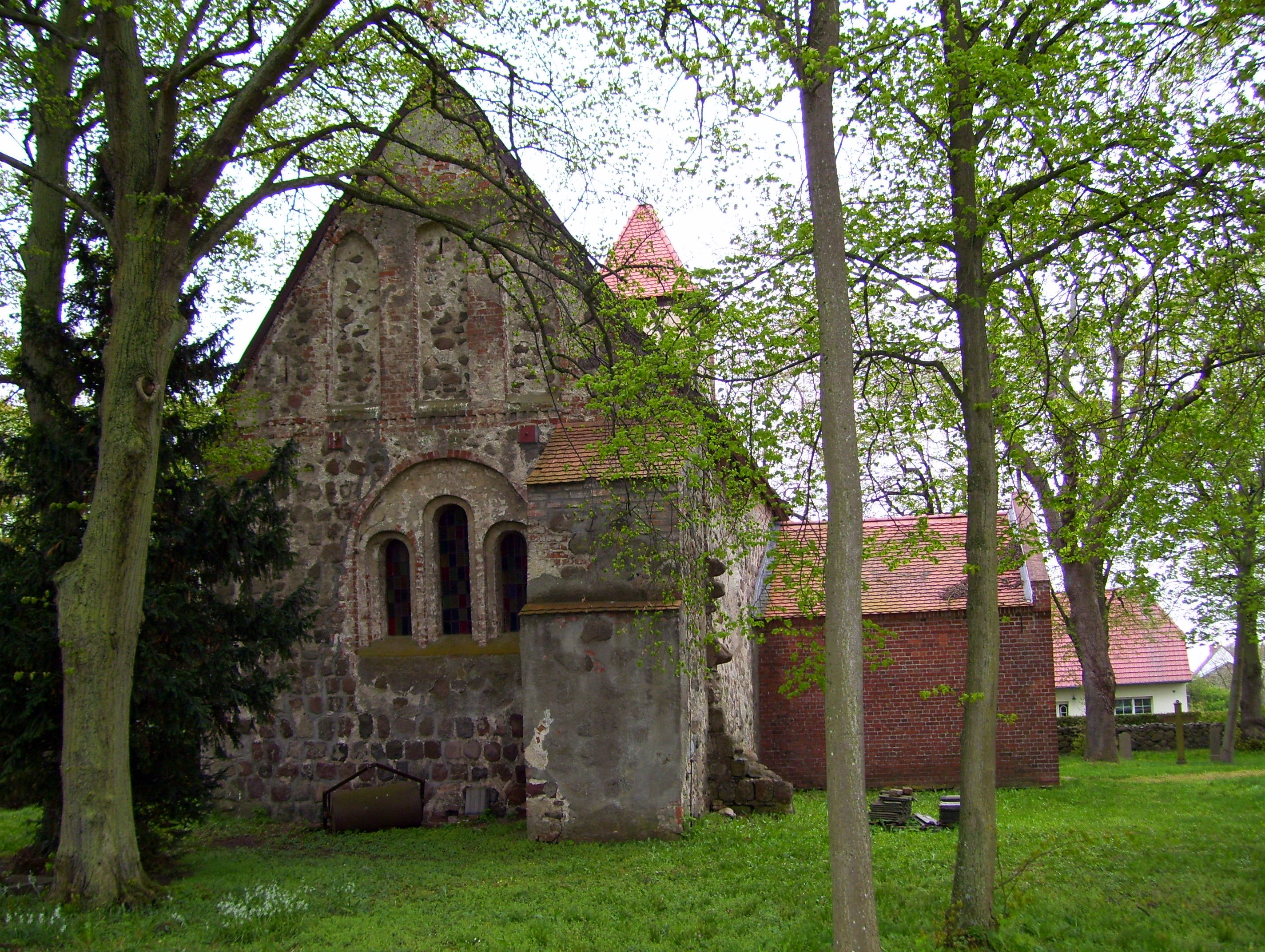
Ostgiebel

Die Kirche Sanzkow ist ein Kirchengebäude im Ortsteil Sanzkow der Gemeinde Siedenbrünzow im Landkreis Mecklenburgische Seenplatte.
Die mittelalterliche Saalkirche wurde mehrmals verändert. Der östliche gerade Abschluss wurde um 1300 aus sauber geschichtetem Feldsteinmauerwerk errichtet. Eine zur gleichen Zeit errichtete Nordsakristei wurde später abgebrochen. Der Ostgiebel ist mit Backstein gegliedert durch eine gestaffelte rundbogige Dreifenstergruppe, darüber einem Zahnschnittfries und im Giebeldreieck spitzbogigen Blenden.
Der westliche Teil des Gebäudes ist jünger. Der Dachturm mit Fachwerkwänden und Pyramidendach stammt wahrscheinlich aus dem 18. Jahrhundert. Im 19. Jahrhundert wurde die Westfassade errichtet und die in Backstein gefassten Rundbogenfenster wurden eingebaut. Aus dieser Zeit stammt der heute als Winterkirche genutzte Nordanbau.
Der flachgedeckte Innenraum der Kirche besitzt eine neugotische Holzausstattung aus dem 19. Jahrhundert. Dazu gehören eine achtseitige Kanzel, Patronatsgestühl, Westempore und Verkleidung der Westwand. Diese sind teilweise mit schlichten Maßwerkformen verziert. Ein Taufständer besitzt reiche Schnitzereien. Das kelchförmige Taufbecken aus Kalkstein stammt aus dem 13. Jahrhundert. Es hat einen kräftigen runden Fuß und Gitter aus flachbogigen Blenden.
In der Kirche befindet sich ein hölzernes Epitaph von 1668 mit korinthischen Säulen, gesprengtem Giebel und dem Wappen der Familie von Podewils. Ein aus dem 15. Jahrhundert stammendes Franziskus-Retabel befindet sich heute im Kulturhistorischen Museum Stralsund. Die Glocke wurde 1840 von F. Scheunemann in Demmin gegossen.

## Geistliche
- Carl Loholm, (1795–1880), Pastor 1825–1870